# Synthèse de Wöhler
 (mai 2010).
Si vous disposez d'ouvrages ou d'articles de référence ou si vous connaissez des sites web de qualité traitant du thème abordé ici, merci de compléter l'article en donnant les références utiles à sa vérifiabilité et en les liant à la section « Notes et références ».
Pour les articles homonymes, voir Wöhler.
La synthèse de Wöhler porte sur la transformation du cyanate d'ammonium en urée.
L'urée naturelle est découverte en 1773 par Hilaire Rouelle. À partir de 1799, elle peut être obtenue à partir de composés biologiques comme l'urine. Formée dans le foie lors du cycle de l'urée, à partir de l'ammoniac qui provient de la dégradation de trois acides aminés : l’arginine, la citrulline et l’ornithine, elle est éliminée par l'urine.
En 1828, après avoir maîtrisé la synthèse de l'acide cyanique, Wöhler, élève de Berzelius, réalise celle de l'urée. En traitant l’acide cyanique par l'ammoniaque, il obtient du cyanate d'ammonium qui s'isomérise en urée :

## La découverte
Cette réaction chimique a été découverte en 1828 par Friedrich Wöhler lors d'un essai de synthèse du cyanure d'ammonium. Dans la synthèse de Wöhler, qui ne porte que sur la réaction du cyanate d'ammonium, ce sel apparaît comme un intermédiaire instable. Dans sa publication d'origine, Wöhler mentionne différents types de produits apparus lors de la réaction : divers mélanges d'acide cyanique et d'ammoniac, de cyanate d'argent et de chlorure d'ammonium, de cyanate de plomb et d'ammoniac et, pour finir, de cyanate de mercure et de cyanate d'ammoniac (qui n'est autre que de l'acide cyanique avec de l'ammoniaque).
Concrètement, les produits de départ sont du cyanate de potassium en solution et du chlorure d'ammonium que l'on mélange, chauffe et refroidit. Pour obtenir une preuve de la réaction, on ajoute de l'acide oxalique et de l'ammoniaque. Il se forme un précipité d'oxalate d'ammonium.
Cette réaction peut aussi se produire par l'action du cyanate de plomb sur l'ammoniaque. Elle résulte en fait d'un double déplacement pour former du cyanate d'ammonium :
Pb(CNO)2 + 2 NH3 + 2 H2O → Pb(OH)2 + 2 NH4CNO.
Le cyanate d'ammonium se décompose en ammoniaque et acide cyanique qui se transforme à son tour en urée lors d'une addition nucléophile suivie d'une tautomérisation. La formation d'un complexe avec l'acide oxalique conduit à un équilibre chimique :
NH4CNO → NH3 + HCNO  {\displaystyle \rightleftharpoons }  (NH2)2CO.

## Son importance
La synthèse de Wöhler revêt une grande importance historique. Elle est en effet considérée comme le point de départ de la chimie organique moderne. C’est la première fois qu'un composé organique est produit à partir d'un composé inorganique. À l’époque, on considère comme infranchissable la barrière entre matière vivante et matière inerte, or cette expérience contredit la théorie du vitalisme qui attribue à la matière vivante une « force vitale » nécessaire à la formation des substances organiques.
Cependant, des discussions portent actuellement sur le fait de savoir si les débuts de la chimie organique se situent en 1828 ou bien remontent, quatre ans plus tôt, à la synthèse de l'acide oxalique effectuée en 1824, par Wöhler également.
Le vitalisme est d’ailleurs resté crédible après 1828, et les contemporains de Wöhler, Liebig et Pasteur, ne l’ont abandonné qu'en 1845, date de la transformation, par Kolbe, d’un composé inorganique, le disulfure de carbone, en composé organique, l’acide acétique.

## Note et référence
1. ↑  Wöhler a plaisanté à propos de la façon dont il se procurait de l'urée : « I cannot, so to say, hold my chemical water and must tell you that I can make urea without thereby needing to have kidneys, or anyhow, an animal, be it human or dog. » : « Je ne puis, pour ainsi dire, retenir mes chimiques eaux et doit vous conter que je peux faire de l'urée sans avoir dès lors à recourir aux reins, ou à de toute façon, un animal, soit-il humain ou 'chien' » (Lettre de F. Wöhler à J. J. Berzelius, fév. 1828, dans Briefwechsel swischen J. Berzelius und F. Wöhler, vol. 1, édition d’O. Wallach, Engemann, Leipzig, 1901, p. 206 ; cité par Arthur Greenberg dans From Alchemy to Chemistry in Picture and Story, Wiley, 2006.)
2. ↑  « Ueber künstliche Bildung des Harnstoffs », Ann. Phys. Chem., 12 (2), 253 (1828). Traduction anglaise par H. M. Leicester et H. S. Klickstein, Source Book in Chemistry, McGraw-Hill, New-York, 1952, p. 309